# Маленька книжка про любов
«Маленька книжка про любов» — це повість шведського письменника Ульфа Старка, опублікована у 2015 році. Книга належить до жанру дитячої літератури. Розповідь ведеться від першої особи, що дозволяє читачеві глибше зануритись у світ Фреда, його переживання та спостереження. Книга торкається тем дитячої дружби, сімейних цінностей, першого кохання, а також складніших питань, таких як війна, відсутність батька, потреба у взаєморозумінні та підтримці.

## Тематика та ідея
Основною темою книги є перше кохання головного героя, хлопчика, на ім'я Фред, його туга за батьком та роздуми про війну. Центральною ідеєю твору є засудження війни та вихваляння щирих почуттів, сімейних цінностей, дитячої дружби та кохання. Важливими проблемами, порушеними у книзі, є перше кохання, війна, туга за батьком, нужда, несправедливість, взаємопідтримка та взаєморозуміння між дорослими і дітьми.

## Персонажі
- Фред — головний герой, хлопчик, який переживає своє перше кохання та відчуває тугу за батьком, який воює на фронті. Через свої переживання він намагається зрозуміти складні емоції та ситуації, з якими стикається.
- Ельса — однокласниця Фреда, об'єкт його кохання. Вона відрізняється від інших дівчаток своєю силою та незалежністю.

## Структура
Повість складається з 11 розділів:
1. Розмова з вентилятором
2. Іспит з любові
3. «Агов! Ялинки тут!»
4. Пахощі вищого світу
5. Танець зі шваброю
6. Скелет у шафі
7. Ви знаєте чого нам хочеться
8. Париж міститься прямісінько над Ельсиною головою
9. Незначна воєнна травма
10. Губна гармошка, ковзани … і ще дещо
11. Майор Будь-ласка

## Сюжет
Сюжет книги розгортається у Швеції під час Другої світової війни напередодні Різдва. Розповідь ведеться від імені Фреда, восьмирічного хлопчика. Він закоханий у свою однокласницю Ельсу і намагається завоювати її прихильність. Через мобілізацію батька до війська Фред відчуває самотність і тугу. У творі відображено, як Фред спілкується з відсутнім батьком, звертаючись до його костюму, який висить у гардеробі. В книзі часто згадуються маленькі пригоди, які переживає Фред, а також його іспити з любові.
Хлопчик спостерігає за Ельсою та намагається зрозуміти свої почуття до неї. Її сила та незалежність приваблюють його, але він також бачить її вразливість, особливо у шкільному житті.
Фред намагається допомогти Ельсі у школі, наприклад, допомагаючи їй із математичним завданням. Ці маленькі жести допомоги та турботи є його способом вираження почуттів. Фред бореться зі своєю незграбністю та невпевненістю, що часто є частиною дитячих перших почуттів кохання. Історія відображає його внутрішній світ, його роздуми та емоції, які є типовими для дітей його віку.